# Hajdu Ottó
| Hajdu Ottó                                | Hajdu Ottó                                |
| Kattints az alábbi külső linkek egyikére! | Kattints az alábbi külső linkek egyikére! |
| ----------------------------------------- | ----------------------------------------- |
| Nem található szabad kép.(?)              |                                           |
| külső link · jogvédett                    | Hajdu Ottó. Megemlékezés. ELTE GTK.       |

Hajdu Ottó (Miskolc, 1959. június 11. – Budapest, 2022. április 10.) magyar közgazdász, statisztikus, egyetemi tanár.

## Szakmai életpályája
1978-ban Miskolcon érettségizett a Földes Ferenc Gimnáziumban. 1978 és 1982 között a Pécsi Janus Pannonius Tudományegyetem Közgazdasági Karán tanult, ahol Ipar szakon végzett. 1981 április 7-9-én Salgótarjánban megrendezett Országos Tudományos Diákköri Konferencián a Művelődési Minisztérium első díját, ezzel együtt a KISZ KB nívódíját kapta a koncentráció vizsgálata című dolgozatáért. 1982-1990 között a Pécsi Janus Pannonius Tudományegyetem Közgazdasági Karának Módszertani tanszékén dolgozott, 1982-ben ösztöndíjas gyakornok, 1982-1987 között tanársegéd, 1987-1990 között egyetemi adjunktus volt. 1990-1992 között a Budapesti Közgazdasági Egyetem Statisztikai Tanszékének adjunktusa volt. 1995-ben egyetemi docensnek nevezték ki. 2015-ben egyetemi tanárrá nevezték ki a Budapesti Corvinus Egyetemen. 1998-2002 között a Széchenyi István Egyetem tanára volt Győrben, 2000-2016 között pedig a Budapesti Műszaki Egyetemen tanított.
2017-től az ELTE és Kecskeméten a Neumann János Egyetem egyetemi tanára volt haláláig. Az ELTE GTK Gazdálkodás- és Szervezéstudományi Doktori Iskola vezetője volt 2017-2021 között. Kutatási területei voltak: lakossági jövedelmek eloszlása, az egyenlőtlenség és a szegénység mérése, többváltozós statisztikai módszerek elmélete, alkalmazása, statisztikai adatbányászat, csődelőrejelzés.

## Tudományos fokozatai, címei
- Egyetemi doktori. PTE KTK. Adalékok a koncentráció statisztikai vizsgálatához, különös tekintettel a Lorenz-görbe aszimmetriájának mérésére és értelmezésére. 1983.
- A jövedelemeloszlás. A szegénység mérése. A közgazdaság-tudomány kandidátusa. 1991.
- Módszertani hozzájárulás a szegénység többváltozós statisztikai méréséhez. Az MTA doktora. 2013.[9]

## Legfontosabb publikációi
- A koncentrációs vizsgálatnál alkalmazott Lorenz-görbe aszimmetriájának értelmezése és mérése. Megjelent: A XV. OTDK Konferencia nívódíjas pálya munkái I. k., Művelődési Minisztérium Tudományszervezési és Informatikai Intézet, Budapest, 1982.
- A munkabérek regressziós elemzése és a koncentráció vizsgálata I. rész. (társzerzők: Kertész László, Sipos Béla). Statisztikai Szemle. 1984. 4. sz.[10]
- A munkabérek regressziós elemzése és a koncentráció vizsgálata II. rész. (társzerzők: Kertész László, Sipos Béla). Statisztikai Szemle. 1984. 5. sz.[11]
- Sokváltozós statisztikai módszerek gyakorlati alkalmazása. Budapest, Prodinform. 1987.
- Ökonometriai alapvetés. (társszerzők: Herman Sándor, Pintér József, Rédey Katalin.) Budapest, Tankönyvkiadó. 1987.
- A vállalati munkavédelem összefüggésrendszere. (társszerzők Molnár Jenő, Sipos Béla.) Statisztikai Szemle. 1990. 7. sz.[12]
- A szegénység mérőszámai. Budapest, Központi Statisztikai Hivatal Könyvtár. 1997.
- Statisztikai elemzések. (társszerzők: Hunyadi László, Vita László) Budapest. Budapesti Közgazdaságtudományi és Államigazgatási Egyetem, Statisztika Tanszék. 1999. 2001.
- On the deprivation-sensitive measurement of poverty. Statisztikai Szemle. Special number. 1999.
- Category selection and classification based on correspondence coordinates. Statisztikai Szemle. Special number. 2002.
- Többváltozós statisztikai számítások. Budapest, Központi Statisztikai Hivatal (KSH). 2003.
- Diagnostics of the error factor covariances. Statisztikai Szemle. Special number. 2004.
- Exact inference on poverty predictors based on logistic regression approach. Statisztikai Szemle. Special number. 2006.
- Poverty, Deprivation, Exclusion: A Structural Equations Modelling Approach. Statisztikai Szemle. Special number. 2009.
- Prioritization Preferences among General Practitioners in Hungary. (társszerző: Gulácsi L.) EAST EUROPEAN POLITICS AND SOCIETIES. 2012.
- A felsőoktatók felelőségéről. (társszerzők Veress Attila, Veress József.) Köz-Gazdaság. 2018. 4. sz.[13]
- A New Generalized Variance Approach for Measuring Multidimensional Inequality and Poverty. SOCIAL INDICATORS RESEARCH. 2021. június.[14]

## Kitüntetései
- A Bolyai János Matematikai Társulat választmánya által alapított Farkas Gyula-emlékdíjban részesült 1990-ben a jövedelemelolszlások vizsgálata témakörben elvégzett kutatási eredményeiért.[15]
- Az Év Publikációja díj. A PJPTE díja, 1995.[16]
- Széchenyi Professzori Ösztöndíj. 1998-2002.[17]
- Fényes Elek-emlékérem (2005)

## Közéleti szerepvállalása
- MTA Statisztikai Bizottság, tag 2011,
- MTA Statisztikai Bizottság Módszertani Albizottság, elnök,
- Országos Statisztikai Tanács, tag, alelnök, 2000-2010.[18][19][20][21][22]
- Statisztikai Szemle, módszertani szakreferens.
- Statisztikai és Jövőkutatási Tudományos Bizottság (szavazati jogú tag) 2011-2022.
- IX. Gazdaság- és Jogtudományok Osztálya, tag. 2011-2022.
- Gazdaságtudományi Doktori Bizottság 2014-2021.

## Emlékezete
- Veress József: Megemlékezés Hajdu Ottóra.  A hetvenes évek végén Pécsett egy szemináriumon az akkori szimulált magyar árrendszert bemutató kötelező irodalmat tárgyalva megemlítettem: ha valaki a tételek matematikai bizonyítását prezentálná, annak felajánlom a jelest. Szinte meg is feledkeztem szavaimról, amikor pár hét múlva az órán felállt egy szimpatikus fiatalember, hóna alatt pálcával és egy méretes papírhengerrel, amit a táblára illesztett, és két négyzetméternyi képlettel a megoldást hibátlanul prezentálta. Éreztem, csillag született. Pályáját kollégaként, barátként végig követhettem. PTE, Corvinus, Győr, BME GTK, ELTE. Statisztika. A szót olyan szeretettel mondta ki, mintha a családjáról vagy kedves háziállatukról lett volna szó. Már hallgató korában felismert olyan összefüggéseket, amelyek messze túlmutattak az akkori tananyagokon. Pályafutása során különösen a szegénység mérhetőségében alkotott nemzetközileg is kiemelkedőt. Az MTA doktora, habilitált egyetemi tanár lett.[23]